# Liste der Hochhäuser in New York außerhalb von New York City
In der Liste der Hochhäuser in New York außerhalb von New York City werden die Hochhäuser im US-Bundesstaat New York außerhalb von New York City ab einer strukturellen Höhe von 100 Metern aufgezählt. Das bedeutet die Höhe bis zum höchsten Punkt des Gebäudes ohne Antenne. Aufgezählt werden nur fertiggestellte und im Bau befindliche Hochhäuser.

## Auflistung der Hochhäuser nach Höhe
| Nr. | Name                                  | Stadt         | Höhe                          | Etagen | Baujahr | Status |
| --- | ------------------------------------- | ------------- | ----------------------------- | ------ | ------- | ------ |
| 1.  | Erastus Corning Tower                 | Albany        | 179,6 m                       | 44     | 1966    | Erbaut |
| 2.  | One HSBC Center                       | Buffalo       | 161,2 m                       | 40     | 1970    | Erbaut |
| 3.  | One City Place                        | White Plains  | 147,5 m                       | 39     | 2004    | Erbaut |
| =   | Trump Tower at City Center            | White Plains  | 147,5 m                       | 39     | 2003    | Erbaut |
| 5.  | Xerox Tower                           | Rochester     | 135 m                         | 30     | 1968    | Erbaut |
| 6.  | Trump Plaza                           | New Rochelle  | 132,6 m                       | 32     | 2007    | Erbaut |
| 7.  | Bausch & Lomb Place                   | Rochester     | 122,2 m                       | 20     | 1995    | Erbaut |
| 8.  | Chase Tower                           | Rochester     | 119,8 m                       | 27     | 1973    | Erbaut |
| 9.  | Rand Building                         | Buffalo       | 119,2 m (Höhe bis zur Spitze) | 26     | 1929    | Erbaut |
| 10. | Alfred E. Smith State Office Building | Albany        | 118,3 m                       | 34     | 1930    | Erbaut |
| 11. | Buffalo City Hall                     | Buffalo       | 115,2 m                       | 26     | 1931    | Erbaut |
| 12. | Avalon-on-the-Sound East              | New Rochelle  | 114,3 m                       | 39     | 2008    | Erbaut |
| 13. | Eastman Kodak                         | Rochester     | 111,6 m (Höhe bis zur Spitze) | 19     | 1913    | Erbaut |
| 14. | Seneca Niagara Casino Tower           | Niagara Falls | 109,1 m                       | 27     | 2006    | Erbaut |
| 15. | One City Place                        | White Plains  | 107,9 m                       | 35     | 2004    | Erbaut |
| 16. | Main Place Tower                      | Buffalo       | 107 m                         | 26     | 1969    | Erbaut |
| 17. | Long Island Federal Courthouse        | Central Islip | 105,3 m                       | 12     | 2000    | Erbaut |
| 18. | One Blue Hill Plaza                   | Pearl River   | 102,9 m                       | 24     | 1972    | Erbaut |
| 19. | Liberty Building                      | Buffalo       | 101,5 m (Höhe bis zur Spitze) | 23     | 1925    | Erbaut |